# 少年忍者
少年忍者（しょうねんにんじゃ）は、STARTO ENTERTAINMENT所属のジュニア内の16人組男性アイドルグループである。

## メンバー
公式サイトのプロフィールを元に参照
| 名前           | 生年月日               | 血液型 | 出身地   | 身長     | 入所日         | 備考     |
| -------------- | ---------------------- | ------ | -------- | -------- | -------------- | -------- |
| 田村海琉       | 2006年6月5日（19歳）   | 不明   | 神奈川県 | 171cm    | 2018年6月23日  | -        |
| 織山尚大       | 2003年10月27日（21歳） | O型    | 東京都   | 167cm    | 2016年4月9日   | -        |
| 川﨑皇輝       | 2002年7月30日（23歳）  | A型    | 東京都   | 167cm    | 2012年6月10日  | リーダー |
| 内村颯太       | 2003年3月7日（22歳）   | O型    | 埼玉県   | 177 cm   | 2013年6月23日  | -        |
| 黒田光輝       | 2004年1月20日（21歳）  | O型    | 埼玉県   | 170 cm   | 2015年5月2日   | -        |
| 檜山光成       | 2003年10月2日（21歳）  | B型    | 千葉県   | 170cm    | 2012年6月10日  | -        |
| 久保廉         | 2005年6月2日（20歳）   | A型    | 東京都   | 164 cm   | 2018年11月27日 | -        |
| 元木湧         | 2001年11月26日（23歳） | B型    | 東京都   | 166cm    | 2013年6月23日  | -        |
| 北川拓実       | 2004年2月28日（21歳）  | A型    | 埼玉県   | 165.5 cm | 2016年4月9日   | -        |
| 青木滉平       | 2001年12月25日（23歳） | O型    | 神奈川県 | 163 cm   | 2016年4月9日   | -        |
| 安嶋秀生       | 2002年11月11日（22歳） | B型    | 東京都   | 161 cm   | 2011年6月19日  | -        |
| ヴァサイェガ渉 | 2003年5月3日（22歳）   | A型    | 埼玉県   | 177 cm   | 2012年6月10日  | -        |
| 瀧陽次朗       | 2004年8月11日（21歳）  | A型    | 東京都   | 167 cm   | 2016年4月9日   | -        |
| 山井飛翔       | 2004年12月31日（20歳） | A型    | 神奈川県 | 165 cm   | 2018年6月23日  | -        |
| 長瀬結星       | 2003年6月28日（22歳）  | A型    | 東京都   | 163 cm   | 2018年6月23日  | -        |
| 豊田陸人       | 2004年1月27日（21歳）  | B型    | 埼玉県   | 176 cm   | 2012年6月3日   | -        |

### 元メンバー
| 名前             | 生年月日               | 血液型 | 出身地       | 備考                                         |
| ---------------- | ---------------------- | ------ | ------------ | -------------------------------------------- |
| 村上真都ラウール | 2003年6月27日（22歳）  | A型    | 東京都       | 2019年1月17日より、Snow Manへ加入            |
| 久保田空輝       | 2003年11月23日（21歳） | B型    | 埼玉県       |                                              |
| ブランデン       | 2005年9月16日（19歳）  | A型    | ロサンゼルス |                                              |
| 平塚翔馬         | 2001年7月9日（24歳）   | O型    | 埼玉県       |                                              |
| 深田竜生         | 2002年4月13日（23歳）  | A型    | 埼玉県       | 2025年2月16日より、新グループ『ACEes』へ加入 |
| 鈴木悠仁         | 2004年9月5日（20歳）   | AB型   | 神奈川県     | 2025年2月16日より、新グループ『B&ZAI』へ加入 |
| 川﨑星輝         | 2005年3月28日（20歳）  | A型    | 東京都       | 2025年2月16日より、新グループ『B&ZAI』へ加入 |
| 稲葉通陽         | 2005年10月19日（19歳） | A型    | 神奈川県     | 2025年2月16日より、新グループ『B&ZAI』へ加入 |
| 小田将聖         | 2006年12月2日（18歳）  | O型    | 東京都       |                                              |

## メンバー変遷
2018年10月『ABC座 ジャニーズ伝説2018』公演時：14人
- 元木湧、川﨑皇輝、ヴァサイェガ渉、北川拓実、内村颯太、青木滉平、久保田空輝、安嶋秀生、黒田光輝、豊田陸人、村上真都ラウール、織山尚大、平塚翔馬、檜山光成

2019年5月『ジャニーズ銀座2019 Tokyo Experience』公演時：25人
- 川﨑皇輝、ヴァサイェガ渉、北川拓実、内村颯太、ブランデン 他

2019年12月 ジャニーズJr.チャンネル メンバー紹介時：22人
- 豊田陸人、平塚翔馬、内村颯太、ヴァサイェガ渉、深田竜生、元木湧、檜山光成、青木滉平、長瀬結星、川﨑星輝、瀧陽次朗、鈴木悠仁、稲葉通陽、山井飛翔、小田将聖、黒田光輝、川﨑皇輝、安嶋秀生、北川拓実、織山尚大、田村海琉、久保廉

2022年6月 平塚翔馬が脱退を発表：21人
- 豊田陸人、内村颯太、ヴァサイェガ渉、深田竜生、元木湧、檜山光成、青木滉平、長瀬結星、川﨑星輝、瀧陽次朗、鈴木悠仁、稲葉通陽、山井飛翔、小田将聖、黒田光輝、川﨑皇輝、安嶋秀生、北川拓実、織山尚大、田村海琉、久保廉

2025年2月16日 深田竜生、川﨑星輝、鈴木悠仁、稲葉通陽が新グループへ異動：17人
- 豊田陸人、内村颯太、ヴァサイェガ渉、元木湧、檜山光成、青木滉平、長瀬結星、瀧陽次朗、山井飛翔、小田将聖、黒田光輝、川﨑皇輝、安嶋秀生、北川拓実、織山尚大、田村海琉、久保廉

2025年4月30日 小田将聖が退所：16人
- 豊田陸人、内村颯太、ヴァサイェガ渉、元木湧、檜山光成、青木滉平、長瀬結星、瀧陽次朗、山井飛翔、黒田光輝、川﨑皇輝、安嶋秀生、北川拓実、織山尚大、田村海琉、久保廉

## 来歴
2018年6月9日、ちびっこ忍者として14人で結成され、テレビ朝日系『裸の少年』でグループ名がサプライズ発表された。同年8月に開催された『テレビ朝日・六本木ヒルズ 夏祭り SUMMER STATION』で初ステージを踏む際、少年忍者に名称を変更。グループ名の「少年」の部分は小さく表記される場合がある。元木湧・川﨑皇輝・内村颯太・ヴァサイェガ渉・北川拓実の5人は、派生ユニットとして同年9月中旬には結成されていた5忍者（読み：ごにんじゃ）としても活動した。
2023年5月、初のグループ単独座長公演『俺たちのBANG!!!〜大劇場を占拠せよ〜』を上演。同年6月には『テレビ朝日・六本木ヒルズ SUMMER STATION』の公式応援サポーター就任し、テーマソングの「Amazing Summer」も担当する。イベントではグループがプロデュースするジェラートショップ「#裸の少年presents ジェラテリア PUMP it UP」もオープンし、メンバー1人ひとりが考案したフードやドリンクも販売された。
グループ活動と並行して個人の活動も増え、結成6周年を迎えた2024年には21人全員が外部舞台出演を経験した。
2025年2月16日、HiHi Jets・美 少年・7 MEN 侍・少年忍者のメンバーを再編成し、新グループが結成されたことによりメンバーの鈴木悠仁、川﨑星輝、稲葉通陽、深田竜生が脱退した。なお、鈴木、川﨑、稲葉の3人は新グループの『B&ZAI』、深田は『ACEes』のメンバーになった。

## ディスコグラフィ

### 映像作品
|     | 発売日        | タイトル                                     | 形態     | 規格品番    | 備考                                             |
| --- | ------------- | -------------------------------------------- | -------- | ----------- | ------------------------------------------------ |
| 1st | 2025年3月28日 | 少年忍者 Arena Concert 2024 The Shining Star | 2DVD     | LCBA-0064/5 | ファミクラストアオンライン限定・受注生産販売商品 |
| 1st | 2025年3月28日 | 少年忍者 Arena Concert 2024 The Shining Star | 2Blu-ray | LCXA-0014/5 | ファミクラストアオンライン限定・受注生産販売商品 |

## オリジナル曲
- 太陽の笑顔[28]（詞：伊沢麻未・KOMEI KOBAYASHI、曲：馬飼野康二） - JASRAC作品コード：259-1010-8、初のオリジナル曲[29]。MVも制作された[30]。
- Merry Very Go Round[31][32]（詞：FUNK UCHINO、曲：Carlos Okabe・FUNK UCHINO） - JASRAC作品コード：275-7060-6
- Journey Must Go On[33]（詞：MICRO、曲：フジ・モトカ・MICRO） - JASRAC作品コード：282-1200-2
- TWENTY ONE[34]（詞・曲：少年忍者） - JASRAC作品コード：284-6829-5
- Amazing Summer[24]（詞：坂室賢一、曲：佐原康太・坂室賢一） - JASRAC作品コード：285-5933-9
- Dreamers[35]（詞・曲：JEFFREY LUFKIN・ROUNO） - JASRAC作品コード：297-6039-9。
- The Shining Star[36][37]
- NaNaNa[38]（詞：辻村有記、曲：伊藤賢・辻村有記） - JASRAC作品コード：254-4458-1

## タイアップ
| 起用年 | タイトル       | タイアップ                                                  |
| ------ | -------------- | ----------------------------------------------------------- |
| 2023年 | Amazing Summer | 「テレビ朝日・六本木ヒルズ SUMMER STATION」公式テーマソング |

## 出演

### コンサート
- 夏祭り！裸の少年（2018年7月20日 - 26日〔HiHi Jets・東京B少年編〕・8月14日 - 26日〔東京B少年編〕、EXシアター六本木）[39]
- パパママ一番 裸の少年 夏祭り！（2019年7月18日 - 8月2日、EXシアター六本木） - 美 少年と合同公演[40]
- パパママ一番 裸の少年 夏祭り！ オープンライブ（2019年8月3日・17日、六本木ヒルズアリーナ）[41]
- ジャニーズJr.8・8祭〜東京ドームから始まる〜（2019年8月8日、東京ドーム）[42]
- パパママ一番 裸の少年 夏祭り！〜家族そろってGoodbye Summer〜（2019年8月24日・25日、EXシアター六本木）[40]
- Summer Paradise 2020 俺担ヨシヨシ 自担推し推し 緊急特別魂（2020年8月15日・16日、TOKYO DOME CITY HALLからの有料生配信）[43][44]
- 緊急生配信!! Johnny's World Happy LIVE with YOU Jr.祭り 〜Wash Your Hands〜（2020年8月26日、TOKYO DOME CITY HALLからの無料生配信）[45]
- Johnnys' Jr. Island FES（2020年11月28日・29日、有料生配信）[46]
- サマステライブ THE FUTURE（2021年8月7日 - 15日[注釈 2]、EXシアター六本木)[48][注釈 3]
- マイナビ サマステライブ 未来少年（2022年7月29日[注釈 4] - 8月4日、EXシアター六本木）[51]
- 東西ジャニーズJr. Spring Paradise（2023年2月18日 - 23日、大阪松竹座） [52]
- ALL Johnnys' Jr. 2023 わっしょいCAMP! in Dome（2023年7月16日・17日、京セラドーム大阪 / 8月19日・20日、東京ドーム）[53]
- マイナビ サマステライブ2023 俺たちがミライだ!!（2023年7月19日 - 8月9日、EX THEATER ROPPONGI）[54][55][注釈 5]
- SHOWbiz 2025（2025年1月5日 - 13日、有明アリーナ）[58][59]

### 舞台
- ABC座 ジャニーズ伝説 2018（2018年10月7日 - 29日、日生劇場）[11][60]
- JOHNNYS' King & Prince IsLAND（2018年12月6日 - 2019年1月27日、帝国劇場） - 「5忍者」として[19][61]
- JOHNNYS' Experience（2019年3月6日 - 8日、TOKYO DOME CITY HALL）[62][13]
- ジャニーズ銀座2019 Tokyo Experience（2019年5月8日 - 5月12日〔出演者B〕[12]、シアタークリエ）[13]
- ABC座 ジャニーズ伝説2019（2019年10月7日 - 29日、日生劇場）- 織山・元木・瀧・山井・小田・田村・久保[63]
- JOHNNYS' IsLAND（2019年12月8日 - 2020年1月27日、帝国劇場）[64][65]
- 少年たち 君にこの歌を（2021年9月5日 - 27日、新橋演舞場）- 稲葉・鈴木・川﨑星・長瀬[66]
- DREAM BOYS（2021年9月6日 - 29日、帝国劇場） - ヴァサイェガ・川﨑皇・北川・織山・黒田・元木・安嶋・内村・深田・檜山・平塚・青木・豊田[67]
- ABC座 ジャニーズ伝説2021 at IMPERIAL THEATRE（2021年12月7日 - 21日、帝国劇場）- 小田・田村・久保・山井・瀧・稲葉・鈴木・川﨑星・長瀬[68]
- JOHNNYS' IsLAND THE NEW WORLD（2022年1月1日 - 19日[注釈 6]、帝国劇場）[70]
- DREAM BOYS（2022年9月8日 - 30日、帝国劇場）- ヴァサイェガ・川﨑皇・北川・織山・黒田・元木・内村・深田・檜山・青木・豊田[71][72]
- ABC座 10th Anniversary ジャニーズ伝説2022 at IMPERIAL THEATRE（2022年12月5日 - 22日、帝国劇場）- 小田・田村・久保・山井・瀧・稲葉・鈴木・川﨑星・長瀬[73]
- JOHNNYS' World Next Stage（2023年1月1日 - 26日、帝国劇場）[33][74] - ヴァサイェガ・川﨑皇・北川・織山・黒田・安嶋・内村・深田・元木・檜山・青木・豊田[75]
- 滝沢歌舞伎ZERO FINAL（2023年4月8日 - 30日、新橋演舞場） - ヴァサイェガ・内村・長瀬・豊田[76]
- 俺たちのBANG!!!〜大劇場を占拠せよ〜（2023年5月6日 - 17日、新橋演舞場 / 5月28日 - 6月1日、大阪松竹座 / 6月13日 - 17日、御園座） - 主演[23][77][注釈 7]
- DREAM BOYS（2023年9月9日 - 28日、帝国劇場）- ヴァサイェガ・川﨑皇・北川・黒田・安嶋・内村・深田・元木・檜山・青木・豊田[79][80][注釈 8]
- 帝国劇場 2024年新春公演 Act ONE（2024年1月1日 - 27日、帝国劇場）[35][81]
- DREAM BOYS（2024年10月9日 - 29日、帝国劇場） [82][83]
- 夢見る白虎隊（2024年11月21日 - 25日、IMM THEATER / 11月28日 - 12月9日、大阪松竹座 / 12月21日・22日、北國新聞赤羽ホール） - 深田・黒田・檜山・元木・安嶋・鈴木・豊田・稲葉[84][85]
- ABC座2024 大金星（BIG VENUS）〜時代（とき）を超えて〜（2024年11月25日 - 12月8日、TOKYO DOME CITY HALL / 12月12日 - 16日、COOL JAPAN PARK OSAKA WWホール / 12月26日 - 28日、アイプラザ豊橋） - 川﨑皇・青木・ヴァサイェガ・川﨑星・長瀬[86][87]
- いきなり本読み！in BOOTCAMP！（2025年7月2日 - 5日、梅田芸術劇場 シアター・ドラマシティ） - 青木・瀧・山井・長瀬・豊田[88]

### イベント
- Rakuten GirlsAward 2022 AUTUMN/WINTER（2022年10月8日、幕張メッセ）[32]
- Rakuten GirlsAward 2023 AUTUMN/WINTER（2023年9月30日、幕張メッセ） - シークレット出演[89]
- Rakuten GirlsAward 2024 SPRING/SUMMER（2024年5月3日、代々木競技場第一体育館） - シークレットゲスト[90][注釈 9]
- 第40回 マイナビ 東京ガールズコレクション 2025 SPRING/SUMMER（2025年3月1日、国立代々木競技場第一体育館） - 安嶋・ヴァサイェガ・長瀬・元木[92]

### テレビドラマ
- 文豪少年!〜ジャニーズJr.で名作を読み解いた〜（2021年3月21日 - 、WOWOW） - 主演[93]

### 映画
- 映画 少年たち（2019年3月29日公開、松竹） - 「5忍者」として[94][注釈 10]
- 東西ジャニーズJr. ぼくらのサバイバルウォーズ（2022年4月1日公開、松竹）- 安嶋、内村、青木、瀧、川﨑星、深田、檜山、山井、鈴木、長瀬、元木、平塚、豊田、小田、田村、久保、稲葉（Lil かんさいと主演）[96]

### CM
- AOKIフレッシャーズ（2021年1月21日 - ） - ヴァサイェガ、川﨑皇、織山、元木、安嶋、内村、檜山[97]

### ネット配信
- ジャニーズJr.チャンネル → ジュニアCHANNEL（2019年12月25日[14] - 、YouTube） - 水曜日担当[65][98]

### サポーター・アンバサダー
- テレビ朝日・六本木ヒルズ SUMMER STATION（2023年7月22日 - 8月27日） - 公式応援サポーター[24]